# Linha 11 do Metropolitano de Paris

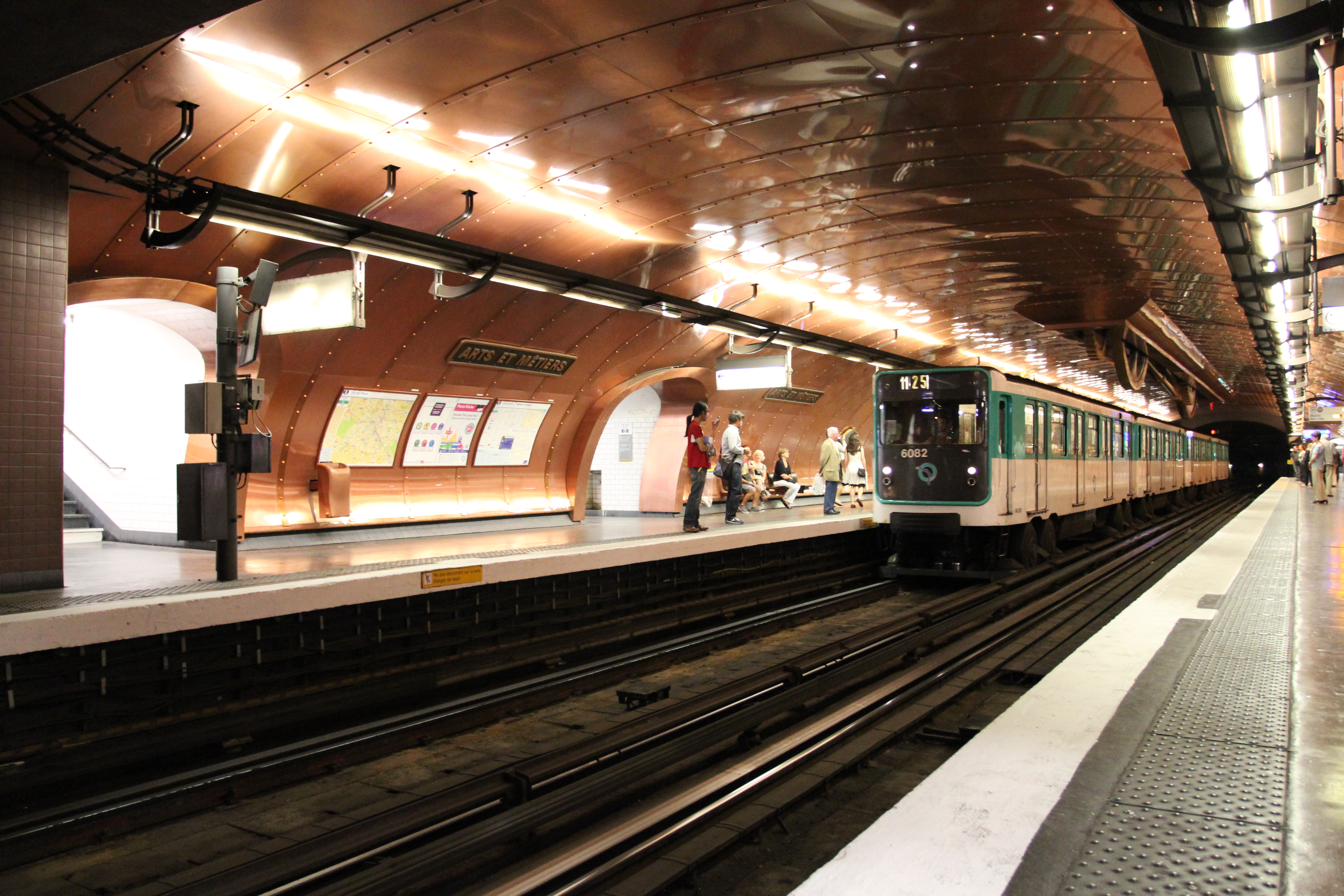
Um MP 59 chegando na estação Arts et Métiers.

A Linha 11 do Metropolitano de Paris é uma das 14 linhas do Metrô de Paris. A linha vai de Châtelet a Mairie des Lilas.

## História
A Linha 11 foi inaugurada em 1935, para substituir o Funicular de Belleville. O primeiro trecho foi de Châtelet a Porte des Lilas. Em 1937 ela se estendeu para Mairie des Lilas. Entre 12 de maio de 1944 a 5 de março de 1945, houve o encerramento da linha, requisitado pela Wehrmacht. Entre 1954 e 1956, houve a conversão em linha sobre pneus com as composições de tipo MP 55. Em 1999, circularam os últimos trens MP 55, com o equipamento completo dos trens do tipo MP 59.

## Estações

Plano da linha.

- Châtelet
- Hôtel de Ville
- Rambuteau
- Arts et Métiers
- République
- Goncourt
- Belleville
- Pyrénées
- Jourdain
- Place des Fêtes
- Télégraphe
- Porte des Lilas
- Mairie des Lilas
- Serge Gainsbourg
- Romainville – Carnot
- Montreuil - Hôpital
- La Dhuys
- Coteaux Beauclair
- Rosny-Bois-Perrier

## Extensão
A Linha 11 tem projetos de extensão para Rosny-Bois-Perrier em Rosny-sous-Bois e em seguida para Noisy - Champs entre Noisy-le-Grand e Champs-sur-Marne.

## Turismo
A linha serve apenas alguns poucos pontos turísticos importantes da cidade de Paris.
No entanto, os seguintes devem ser mencionados:
- o bairro do Châtelet na estação homônima;
- o Hôtel de Ville (Paris) na estação homônima;
- o Centro Nacional de Arte e Cultura Georges Pompidou denominado Centro Beaubourg na estação Rambuteau[2];
- o Conservatoire national des arts et métiers na estação Arts et Métiers[3];
- o Canal Saint-Martin nas estações République e Goncourt;
- o Hospital Saint-Louis e seu pátio Henri IV em tijolo e pedra - no mesmo estilo que a Place des Vosges - na estação Goncourt[4];
- o bairro popular de Belleville nas estações Belleville, Pyrénées e Jourdain;
- o bairro de la Mouzaïa na estação Place des Fêtes[5].